# Liste der Venuskrater/Y
| Name        | Position          | ⌀       | Benannt nach                                                       |
| ----------- | ----------------- | ------- | ------------------------------------------------------------------ |
| Yablochkina | 48,3° N, 164,7° W | 64,3 km | Alexandra Jablotschkina (1866–1964), russische Schauspielerin      |
| Yakyt       | 2,1° N, 170,2° O  | 13,8 km | Vorname der Karakalpaken                                           |
| Yale        | 13,4° S, 88,8° W  | 18,5 km | Caroline Yale (1848–1933), US-amerikanische Gehörlosenpädagogin    |
| Yambika     | 32,6° N, 151,3° W | 6,5 km  | Vorname der Mari                                                   |
| Yasuko      | 26,1° S, 169° O   | 10,6 km | japanischer Vorname                                                |
| Yazruk      | 21,2° N, 160,2° O | 10,5 km | sibirischer Vorname                                                |
| Yelya       | 47,5° S, 148,3° W | 8,6 km  | nenzischer Vorname                                                 |
| Yemysh      | 11,9° N, 145,3° W | 6 km    | Vorname der Mari                                                   |
| Yenlik      | 16° S, 134,6° W   | 8,6 km  | kasachischer Vorname                                               |
| Yerguk      | 42,7° N, 133,2° W | 6,3 km  | sibirischer Vorname                                                |
| Yeska       | 27,4° N, 129,9° W | 9,1 km  | Vorname der Selkupen                                               |
| Yetta       | 58,6° N, 174,6° W | 9 km    | deutscher Vorname, abgeleitet von Henrietta                        |
| Yokhtik     | 50,1° S, 158,1° O | 11,4 km | sibirischer Vorname                                                |
| Yoko        | 5,7° S, 128° W    | 5 km    | japanischer Vorname                                                |
| Yolanda     | 7,8° N, 152,7° O  | 11,4 km | griechischer Vorname                                               |
| Yomile      | 27,3° S, 138,7° O | 13,6 km | baschkirischer Vorname                                             |
| Yonge       | 14° S, 115,1° O   | 42,8 km | Charlotte Mary Yonge (1823–1901), englische Schriftstellerin       |
| Yonok       | 65,1° S, 125,9° W | 9,5 km  | koreanischer Vorname                                               |
| Yonsuk      | 34° S, 125,2° W   | 8,5 km  | koreanischer Vorname                                               |
| Yoshioka    | 32,4° S, 59° O    | 16,6 km | Yoshioka Yayoi (1871–1959), japanische Ärztin und Frauenrechtlerin |
| Ytunde      | 49,9° N, 81,1° O  | 6,1 km  | Vorname der Yoruba                                                 |
| Yvette      | 7,5° N, 110,4° W  | 10,6 km | französischer Vorname                                              |
| Yvonne      | 56° S, 61,6° W    | 14,5 km | französischer Vorname                                              |